# Sommer-Paralympics 2008/Teilnehmer (Burkina Faso)
| stlisierte Goldmedaille | stlisierte Silbermedaille | stlisierte Bronzemedaille |
| ----------------------- | ------------------------- | ------------------------- |
| —                       | —                         | —                         |

Burkina Faso nahm mit dem Athleten Lassane Gasbeogo in der Sportart Radsport an den Sommer-Paralympics 2008 im chinesischen Peking teil, der auch Fahnenträger beim Einzug der Mannschaft war. Ein Medaillensieg Burkina Fasos blieb jedoch aus.

## Teilnehmer nach Sportart

### Radsport
Männer
- Lassane Gasbeogo